# Robin Lindqvist
Robin Lindqvist, född 16 augusti 1987 i Boden, är en svensk före detta ishockeytränare och ishockeyspelare. 
Han spelade för Bodens IK, Luleå HF, Frölunda HC och Timrå IK under sin hockeykarriär. Efter en svår knäskada innan säsongen 2012/2013 fick Robin sluta sin karriär, bara 25 år gammal.
Efter spelarkarriären började han som huvudtränare i Kalix UHC, säsongen 2013/2014, och fortsatte där även säsongen därpå. Säsongen 2015/2016 blev han assisterande tränare i Asplöven HC, och efteråt slutade han som tränare för klubben.